# محمد حسين العشيني القودجاني
محمد حسين العشيني القودجاني (1868 - 5 أيار 1956) كان رجل دين مسلمًا شيعيًّا إيرانيًّا وفقيهًا متمرسًا.

## الولادة
وُلد محمد حسين العشيني القودجاني حوالي عام 1868 (1285 هـ) في قرية قودجان في منطقة جشمه سار الريفية [الإنجليزية] في المنطقة الوسطى [الإنجليزية] من مقاطعة خانسار، في محافظة أصفهان، في إيران. نشأ في أسرة حكيمة ومتدينة، وقضى طفولته ومراهقته في كنف أب حكيم وتقي وأم متدينة. كان والده الحاج ملا محمد وجده الحاج ملا علي من علماء المسلمين وزهدهم في عصرهم. عاش محمد حسين العشيني القودجاني في قرية عشين [الإنجليزية] لسنوات عديدة لنشر أحكام ودين الإسلام، ولهذا السبب أصبح يُعرف باسم "العشيني".

## الأطفال
ترك محمد حسين خمسة أبناء من زوجتيه. من الزوجة الأولى ولدان وبنت: السيد نور الدين والسيد جلال والسيدة فاطمة، ومن الزوجة الثانية ولد وبنت: السيد مهدي والسيدة تاج. نور الدين هو الابن الأكبر لمحمد حسين وخليفته في العلم والعمل ووارث زهده وورعه.

## الوفاة
توفي محمد حسين في 5 أيار 1956 (24 رمضان 1375 هـ) ودُفن في اليوم التالي في " تكية الكلباسي" ( قبر سيده ميرزا أبو المعالي الكلباسي) في مقبرة تخت فولاذ في أصفهان، إيران.

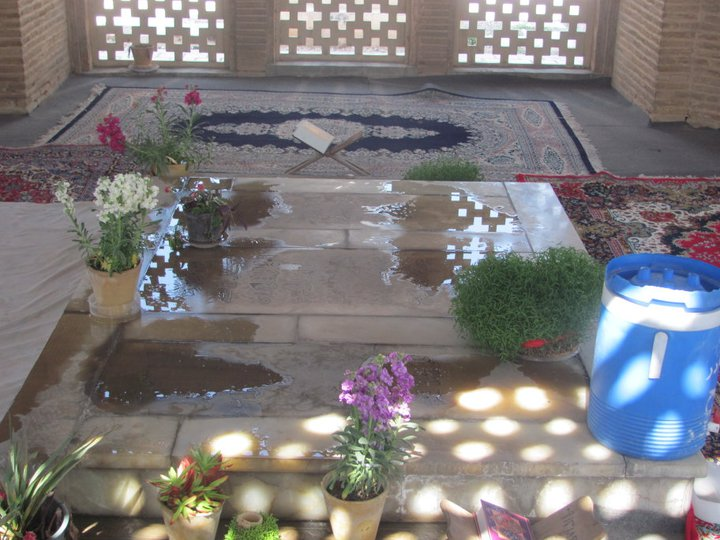
شواهد قبر محمد حسين عشيني قدجاني وابنه نور الدين العشيني القدجاني
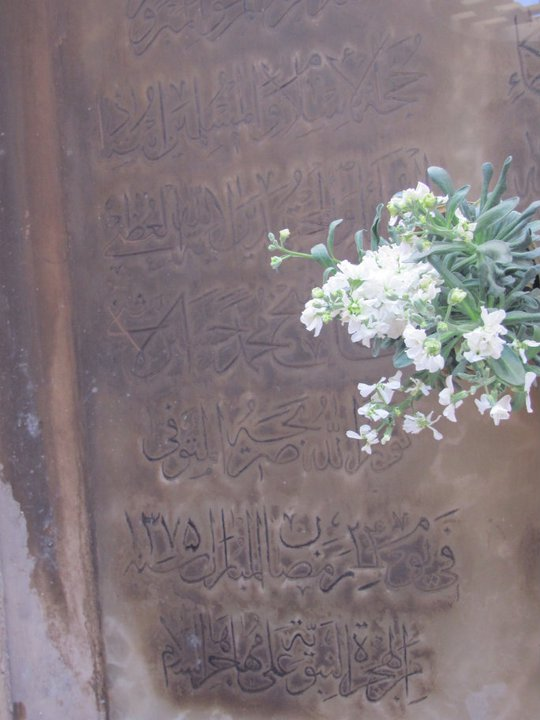
نقش على شاهد قبر محمد حسين أشيني القدجاني
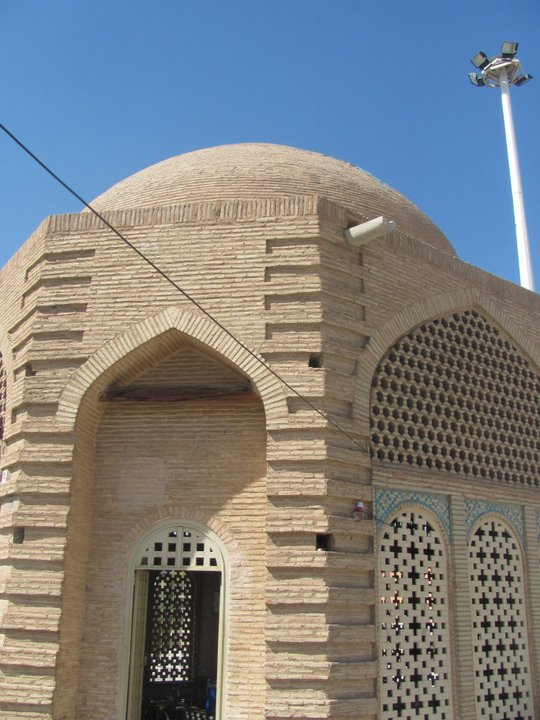
قبر محمد حسين عشيني قدجاني في تكية كلباسي
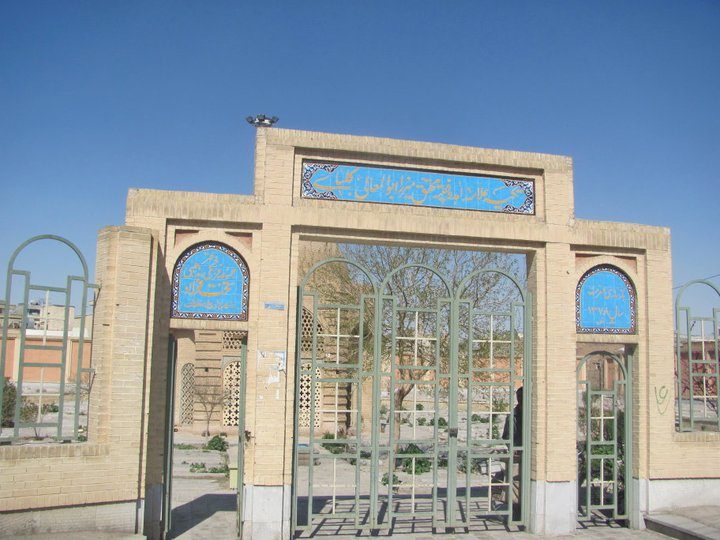
مدخل تكية كلباسي

## طالع أيضًا
- هبة الدين الشهرستاني
- ميرزا جواد ملكي التبريزي
- عبد الكريم الخوئيني الزنجاني
- آغا ضياء الدين العراقي
- محمد جواد البلاغي
- علي أصغر المازندراني